# Zeradina
Zeradina is een geslacht van weekdieren uit de klasse van de Gastropoda (slakken).

## Soorten
- Zeradina aculeata Laws, 1939 †
- Zeradina costellata (Hutton, 1885) †
- Zeradina obliquecostata (P. Marshall & Murdoch, 1920) †
- Zeradina odhneri Powell, 1927
- Zeradina ovata (Odhner, 1924)
- Zeradina parva Poppe, Tagaro & Stahlschmidt, 2015
- Zeradina plicifera (Nevill, 1863)
- Zeradina producta (Odhner, 1924)
- Zeradina translucida Poppe, Tagaro & Stahlschmidt, 2015